# ده قادي (زاز الشرقي)
ده قادي (بالفارسية: دهقادی) هي قرية تقع في إيران في قسم زاز الشرقي الریفي. يقدر عدد سكانها بـ 81 نسمة بحسب إحصاء 2016.